# Religión en Liberia
Según el Censo Nacional de 2008, el 85.5 % de la población de Liberia practica el cristianismo. Los musulmanes comprenden el 12,2 % de la población, en gran parte de los grupos étnicos Mandingo y Vai. La gran mayoría de los musulmanes son sunitas malikitas, con importantes minorías chiitas y ahmadías. 
El 0,5 % de la población practica las religiones indígenas tradicionales, mientras que el 0,4 % no pertenece a religión alguna.

## Cristianismo
Las denominaciones cristianas incluyen las denominaciones luterana, bautista, episcopal, presbiteriana, católica, metodista unida, episcopal metodista africana (AME) y AME Zion, y una variedad de iglesias pentecostales. Algunos de los movimientos pentecostales están afiliados a iglesias fuera del país, mientras que otros son independientes. También hay miembros de la Iglesia de Jesucristo de los Santos de los Últimos Días (mormones) y adventistas del séptimo día. Los cristianos viven en todo el país.
En un contexto religioso, el término kwi connota un estilo de adoración de una iglesia cristiana particular que está marcado por la formalidad y el decoro. Kwi es un término liberiano usado para connotar occidentalización .Los servicios en iglesias consideradas no kwi tienen una expresión espiritualista más externa, con danzas e incluso procesiones callejeras en trajes coloridos como elementos clave. Las iglesias no kwi también tienen profetas autoproclamados que interpretan sueños y visiones, y priorizan una experiencia directa con el Espíritu Santo. La élite educada de Liberia ha considerado históricamente a las iglesias apostólicas como iglesias de personas sin educación y, por lo tanto, no kwi.

## Islam
La población musulmana se encuentra principalmente entre los grupos étnicos mandingo y vai . Los vais viven predominantemente en el Oeste, mientras que los mandingos residen en todo el país.

## Bahai
La Fe Bahá'í en Liberia comienza con la entrada del primer miembro de la religión en 1952. A fines de 1963 había cinco asambleas y los bahá'ís liberianos eligieron su primera Asamblea Espiritual Nacional en 1975. La comunidad se vio un tanto perturbada por la Primera Guerra Civil de Liberia . pero restableció su Asamblea Espiritual Nacional en 1998. Se cree que casi 9.500 bahá'ís estuvieron en Liberia en 2006

## Encuestas
| Affiliation              | 1984 Census | 1986 DHS Survey | 2007 DHS Survey | 2008 Census | 2013 DHS Survey |
| ------------------------ | ----------- | --------------- | --------------- | ----------- | --------------- |
| cristianos               | 67.7%       | 54.2%           | 83.3%           | 85.5%       | 84.2%           |
| musulmanes               | 14.4%       | 14.2%           | 11.1%           | 12.2%       | 11.8%           |
| religiones tradicionales | 18.1%       | 12.5%           | 1.5%            | 0.6%        | 0.9%            |
| otros/desconocido        | 18.1%       | 12.5%           | 0.8%            | 0.2%        | 0.3%            |
| ninguna                  | 18.1%       | 18.9%           | 3.4%            | 1.5%        | 2.8%            |
| Notes                    |             |                 |                 |             |                 |

| Religión en Liberia | Religión en Liberia | Religión en Liberia | Religión en Liberia | Religión en Liberia |
| ------------------- | ------------------- | ------------------- | ------------------- | ------------------- |
| Religión            | Religión            |                     | Porcentaje          | Porcentaje          |
| Cristianismo        | Cristianismo        |                     | 85.6 %              | 85.6 %              |
| Islam               | Islam               |                     | 12.2 %              | 12.2 %              |
| Ateísmo             | Ateísmo             |                     | 1.4 %               | 1.4 %               |
| Otras               | Otras               |                     | 0.8 %               | 0.8 %               |
| Fuente: Censo 2010  |                     |                     |                     |                     |

Alrededor de cuatro quintas partes de los liberianos son cristianos, aproximadamente una décima parte son musulmanes y un pequeño número profesa otras religiones, principalmente creencias tradicionales, o no son religiosas. El mayor número de cristianos son Kpelle, seguido de la Bassa. Algunos liberianos que se identifican principalmente como cristianos incorporan creencias tradicionales en sus teologías personales. Los musulmanes se encuentran predominantemente entre los pueblos Mande en la región noroeste del país.
La mayor parte de la población liberiana, el 99%, es creyente. La religión más extendida es el cristianismo, con un 85% de personas que lo profesan. En los últimos años el porcentaje de creyentes ha crecido, ha pasado del 98,44% al 99%. En cuanto al Cristianismo también ha aumentado, en la encuesta anterior lo profesaban el 68,43% y según los últimos datos lo profesa el 85% de la población.
| Affiliation              | 2005 Census | 2000 DHS Survey | 1995   | 1990 Census | 1985   |
| ------------------------ | ----------- | --------------- | ------ | ----------- | ------ |
| cristianos               | 68,43%      | 39,00%          | 36,19% | 36,00%      | 36,00% |
| musulmanes               | 11,25%      | 20,00%          | 16,00% | 18,00%      | 18,00% |
| religiones tradicionales | 2,64%       | 39,00%          | 44,49% | 44,00%      | 44,00% |
| otros/desconocido        | 0,2%        | 0,41%           | 1,78%  | 0,55%       | 0,67%  |
| ninguna                  | 1,56%       | 1,59%           | 1,54%  | 1,45%       | 1,33%  |
| Notes                    |             |                 |        |             |        |